# 三匹荒野を行く
『三匹荒野を行く』（さんびきこうやをゆく、原題：The Incredible Journey）は、カナダの作家シーラ・バーンフォードが1961年にイギリスで出版した児童書、およびそれを原作としたウォルト・ディズニー製作の実写によるアメリカ映画である。固い絆で結ばれた犬2匹と猫1匹を主人公として、彼らが協力して飼主であるハンター教授、子供のピーターとエリザベスの元に戻るまでの冒険物語である。
書籍は各種の文学賞を受賞して、また、アメリカ、イギリス、カナダでベストセラーとなった。また、ドイツ、フランス、スウェーデン、デンマーク、フィンランド、ノルウェーなどで翻訳刊行された。

## あらすじ
舞台はカナダのオンタリオ州の大自然である。若くて勇敢なラブラドールのルーア、勇敢で忍耐強いが、年老いて左目が見えなくなった11歳のブルテリア犬のボジャー、そしてサファイア色の目とチョコレート色の前足を持つシャム猫のテーオの3匹の冒険談である。飼い主のジム・ハンター教授は大学の講義のために一家4人でイングランドに出かけたため、3匹を自宅から300キロメートルも離れたジョン・ロングリッジの家に預けていた。
しかしジョンが、3週間の鴨狩りの旅行に出かけることになり、留守にしてしまった。その間に残された3匹は寂しさに耐え切れず、本当の主人であるハンター家に戻る旅に出てしまう。固い絆で結ばれた3匹が、大自然の中を長くて厳しい冒険を続けることになる。時には熊と戦ったり、時には猟銃に追われたりするなどの困難に遭遇した。途中で激流にのまれテーオと離れ離れになったが、やがて合流し、最終的にはハンター家の息子ピーターの誕生日に3匹は一家のもとに戻ることで物語が完結した。

## 受賞
- カナダ総督賞[1]
- 国際アンデルセン賞[1]
- 1964年ヤングリーダーズ・チョイス[1]

## 翻訳
- 『三びき荒野を行く』（1965年）山本まつよ訳、あかね書房「国際児童文学全集10」
- 『三匹荒野を行く』（1972年）辺見栄訳、集英社「世界の動物名作1」
- 『信じられぬ旅』（1965年）藤原英司訳、集英社「コンパクト・ブックス」※のちに集英社文庫で刊行

## 映画
1963年に公開。映画内の3匹は台詞を一切しゃべらず、ナレーターが状況を説明するスタイルである。1993年には『奇跡の旅』のタイトルでリメイクされた。
公開の2か月前に死去したオリバー・ウォレスが、最後に映画音楽を担当した作品となった。

### キャスト
| 役名                                | 俳優                     | 日本語吹替 | 日本語吹替 |
| 役名                                | 俳優                     | ソフト版   | TBS版      |
| ----------------------------------- | ------------------------ | ---------- | ---------- |
| ボジャー （ブル・テリア）           | マフィー                 | 台詞無し   | 台詞無し   |
| ルーア （ラブラドール・レトリバー） | ルアス                   | 台詞無し   | 台詞無し   |
| テーオ （シャム猫）                 | タオ                     | 台詞無し   | 台詞無し   |
| ナレーター                          | レックス・アレン         | 久米明     | 江守徹     |
| ジョン・ロングリッジ                | エミール・ジェネス       | 北村総一朗 |            |
| ハンター教授                        | ジョン・ドレイニー       | 西本裕行   |            |
| ナンシー                            | サンドラ・スコット       | 小沢寿美恵 |            |
| エリザベス                          | マリオン・フィンレイソン | 土井美加   |            |
| ピーター                            | ロナルド・コーフーン     | 下川久美子 |            |

- TBS版：1979年5月5日放送。

※ 日本語吹替は上記の他、劇場公開版も存在する。

### スタッフ
- 製作：ウォルト・ディズニー
- 監督：フレッチャー・マークル
- 野外プロデューサー：ジャック・クーファー
- 共同製作・脚本：ジェームズ・アルガー
- 原作：シーラ・バーンフォード
- 撮影：ケネス・ピーチ
- 音楽：オリヴァー・ウォーレス